# Fondazione Roberto Ruffilli
La Fondazione Roberto Ruffilli è stata costituita dalle Università nelle quali ha studiato e insegnato e le Istituzioni della sua città, per mantenere vivo il ricordo della figura del senatore Roberto Ruffilli, come studioso, cittadino e politico. Essa si rivolge, in modo particolare, ai giovani studenti e studiosi nelle istituzioni universitarie e nelle scuole della città di Forlì e della Romagna.

## Attività della fondazione
- Promuovere, organizzare e finanziare iniziative volte allo studio delle scienze politiche, giuridiche ed economiche, con particolare riferimento alle discipline internazionalistiche.
- Promuovere e agevolare la formazione della più elevata professionalità dell'operatore internazionale nelle istituzioni e negli organismi pubblici e privati.
- Realizzare servizi di documentazione atti al perseguimento delle proprie finalità.
- Attuare e favorire programmi di ricerca.
- Concorrere all'attuazione di iniziative volte a stimolare sinergie tra Università e mondo produttivo.
- Agevolare ogni altra iniziativa idonea al potenziamento, alla qualificazione, alla valorizzazione degli insediamenti universitari a Forlì e in Romagna.

## Presidente della Fondazione
Il presidente pro-tempore della Fondazione è il professor Pierangelo Schiera, docente dell'Università di Trento.

## Enti fondatori
- Università degli Studi di Bologna
- Università Cattolica del Sacro Cuore di Milano
- Provincia di Forlì-Cesena
- Comune di Forlì
- Associazione Amici di Roberto Ruffilli
- Banca di Forlì - Credito Cooperativo
- Cassa dei Risparmi di Forlì S.p.A.
- Ser.In.A.r. Forlì-Cesena S.Cons.p.A.

Fanno parte del Consiglio di Amministrazione:
- Regione Emilia-Romagna
- Camera di Commercio I.A.A. di Forlì-Cesena